# 希亞克 (阿爾巴尼亞)
希亚克，是阿爾巴尼亞中西部杜勒斯州的一个市镇，2015年地方政府改革时成立，由原四个市镇合并而成，原四个市镇则成为新市镇的行政分区。行政中心为希亚克镇。市镇面积为92.24平方公里，人口数量为27,861人（2011年）。合并前希亚克市镇的人口数量为7,568人（2011年）。